# Природні регіони Франції

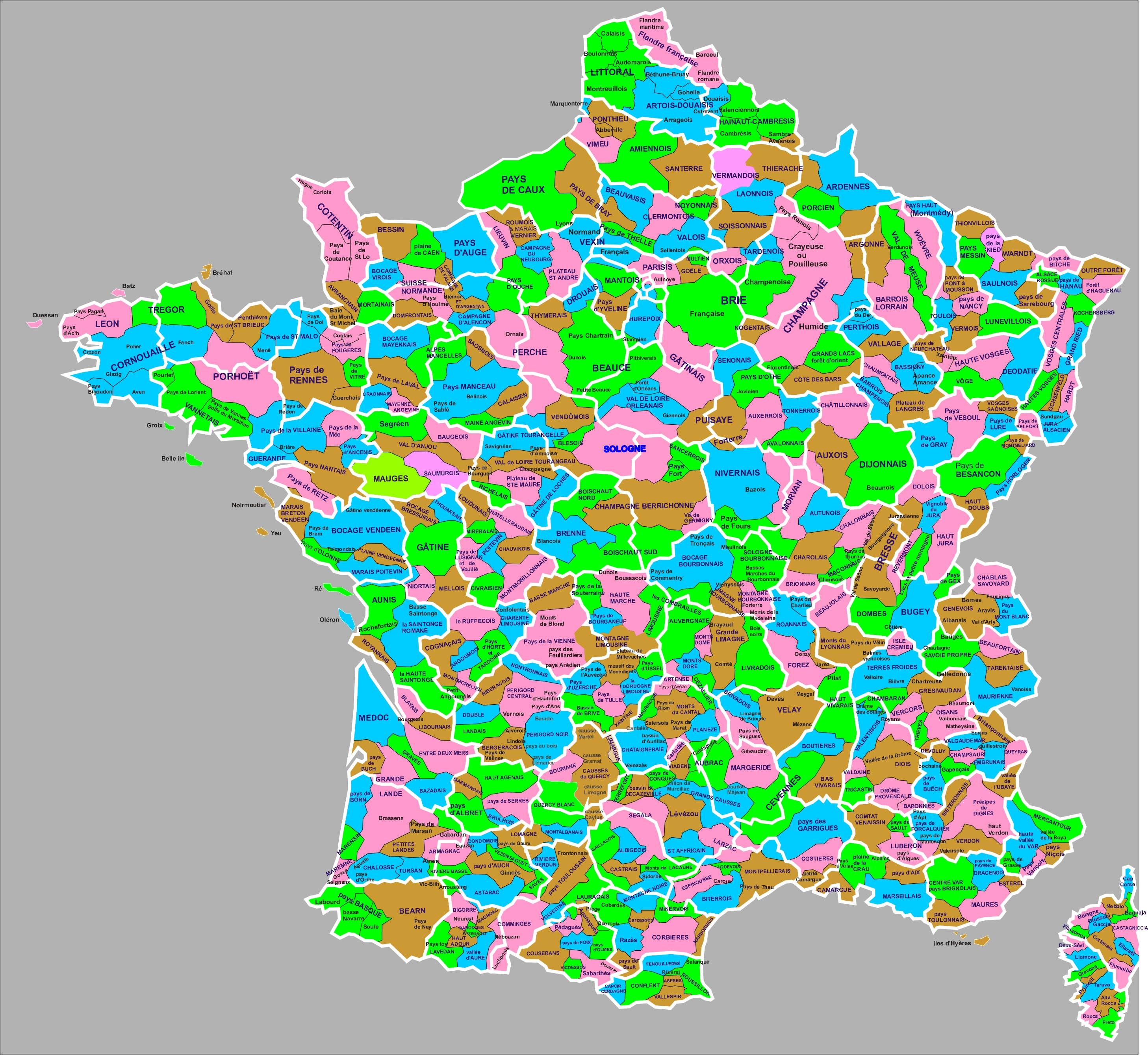
Мапа природних регіонів Франції

У Франції природний регіон (фр. région naturelle), традиційно званий пеї (фр. pays), — це територія, зазвичай невеликої площі (не більше кількох сотень квадратних кілометрів), яка має однорідні фізичні характеристики (геоморфологія, геологія, клімат, ґрунти, водні ресурси) й пов'язана з людським заселенням, що формує виразну культурну ідентичність (сприйняття й обробка землі, які формують характерний ландшафт). У деяких випадках традиційні пеї поділяються на дрібніші території; наприклад, регіон Бресс складається з Брес бурґоньйон (що включає Брес луаннез і Брес шалоннез), Брес савоярд і Брес комтуаз. На Корсиці вживається термін microrégion, і острів поділено приблизно на п'ятнадцять таких регіонів. Слово pays походить від латинського pagus.

## Історія
Багато природних регіонів Франції історично збігалися з політичними кордонами, що сформувалися ще в Середньовіччі, й успадковані від галло-римських пагів, а іноді — від територій галльських племен або зони впливу певного міста на навколишні землі (наприклад, Вандомуа). Визначення природного регіону могло виникати з діяльності місцевих наукових товариств, досліджень місцевих краєзнавців (наприклад, регіон Шиноне вивчали члени товариства Amis du Vieux Chinon, а регіон Лошуа — Жак-Марі Руже й музей терруару в Лоші), або базуватися на давніх сільських ідентичностях, особливо з XVI століття.
З плином часу природні регіони, ототожнені з адміністративною владою, що ними керувала, іноді давали назви значно більшим утворенням. Це може спричинити плутанину, коли одне й те саме найменування позначає різні території, не завжди пов'язані з початковим регіоном (природний регіон, його історична зона впливу, адміністративна одиниця тощо). Прикладами можуть бути:
- Артуа (земля Арраса) та графство Артуа;
- Пеї-де-Франс і Іль-де-Франс, назви яких, як і самої Франції, походять від Франкського королівства;
- Ено, спочатку обмежений долиною річки Ен, тепер означає історичні території й сучасну провінцію в Бельгії;
- Долина Луари, що охоплює частину регіону Центр — Долина Луари, а також департаменти Маєнн, Сарта й Мен і Луара;
- Північна Каталонія на території Франції, які включають департамент Східні Піренеї (первісно простягалися аж до Безьє).

## Перелік природних регіонів Франції
Бенедікт і Жан-Жак Фені визначають 546 пеїв — від Pays d'Ach до Pays d'Yveline. Натомість Фредерік Зеж'єрман нараховує 426 таких регіонів, які включають 1800 природних одиниць. Досить нечітке поняття традиційного пею або природного регіону обмежує можливість складання точного списку. У межах однієї й тієї ж території можуть накладатися різні утворення, що однаково правомірні, але базуються на відмінних критеріях або підходах.